# Arnold Wesker

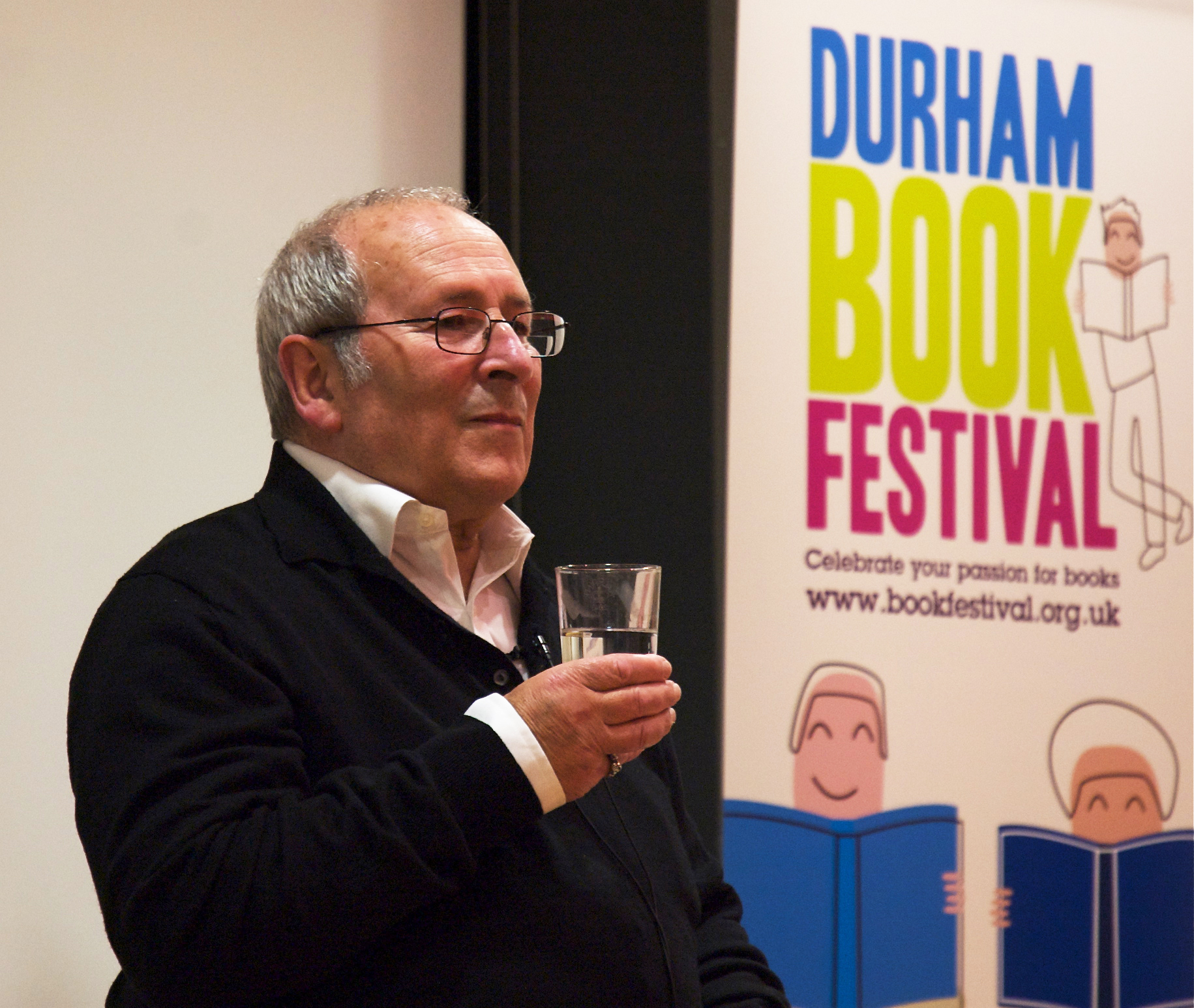
Arnold Wesker (2008)

Arnold Wesker (* 24. Mai 1932 in Stepney, London; † 12. April 2016 in Brighton, England) war ein britischer Schriftsteller, der insbesondere als Dramatiker bekannt wurde.

## Leben
Arnold Wesker war Sohn des eingewanderten russisch-jüdischen Schneiders John Wesker und seiner ungarischen Frau Lea (geborene Perlmutter), eine aktiven Kommunistin. Das spätere sozialistische Engagement Weskers liegt aus literaturwissenschaftlicher Sicht vermutlich bereits in seinem Elternhaus begründet; ebenso ist das autobiografische Element in allen seinen Dramen deutlich erkennbar. Das Thema des wandering Jew ist gleichermaßen in seinem gesamten dramatischen Werk ausgeprägt. Wesker wuchs in der Fashion Street in Spitalfields im Londoner East End auf.
Er besuchte die Jewish Infant School in der Commercial Street und die Upton House School in Hackney. Nach der Schulzeit arbeitete er zunächst in verschiedenen Betrieben und leistete bei der Royal Air Force von 1950 bis 1952 seinen Wehrdienst ab. In Chips with Everything verwendete er später genau diesen Schauplatz. Bevor er nach seiner Entlassung seine schriftstellerische Tätigkeit begann, arbeitete er in den 1950er Jahren in Gelegenheitsjobs unter anderem als Schreiner, Zimmermannsgehilfe, Erntearbeiter, Klempnergehilfe und Küchenhilfe, schließlich als Pastetenbäcker zwei Jahre in London und neun Monate in Paris. Die Arbeit ermöglichte es ihm, Geld zu sparen, um an der London School of Film Technique zu studieren.
Wesker war Teilnehmer verschiedener Bühnenaufführungen. So spielte er beispielsweise als Gelegenheitsschauspieler die Rolle des jungen Poeten Marchbanks in Shaws Candida.
1956 nahm er mit seinem ersten Drama The Kitchen (dt. Die Küche) erfolglos an einem Dramenwettbewerb des Observer teil; das Stück wurde als „nicht abendfüllend“ abgelehnt.
Junge Dramatiker wie John Osborne motivierten ihn zu seinen ersten Theaterstücken, die ihm schnell zum Durchbruch und erstmals breiterer Anerkennung verhalfen. So entstand 1958, gefördert durch die London School of Film Technique, an die Wesker sich mit der Bitte um Unterstützung gewandt hatte, Chicken Soup with Barley (dt. Hühnersuppe mit Graupen) z. T. unter dem Einfluss von Osbornes Look Back in Anger (dt. Blick zurück im Zorn). In demselben Jahr heiratete Wesker die Kellnerin Doreen Cecile Bicker.
Zusammen mit Osborne und anderen kritischen Dramatikern dieser Zeit wird er als Vertreter des so genannten Kitchen Sink Realism und der Angry-Young-Men-Bewegung betrachtet.
Die Küche, Hühnersuppe mit Graupen, Nächstes Jahr in Jerusalem und Tag für Tag waren seine wichtigsten Werke aus dieser Zeit. Viele seiner Stücke sind von der Thematik her gesellschaftskritisch und nehmen die Perspektive der „kleinen Leute“ aus der Arbeiterklasse ein. Hühnersuppe mit Graupen, sowie Roots aus dem Jahr 1959 und Nächstes Jahr in Jerusalem bilden die sogenannte Wesker Trilogie.
Auf Betreiben Weskers beschloss ein Gewerkschaftskongress 1960, sich stärker den Künsten zu widmen. Dieser Beschluss nahm kurz darauf konkrete Gestalt an mit der Gründung des Centre 42, dessen Leitung Wesker zehn Jahre lang von 1961 bis 1971 übernahm. Das Round House, ein alter Straßenbahnschuppen bei Chalk Farm im London Borough of Camden wurde erworben und ausgebaut, vor allem um Künstlern Experimentiermöglichkeiten zu bieten und zugleich im Sinne der sozialistischen Einstellung Weskers das kulturelle Niveau der Arbeiterklasse zu heben.
The Four Seasons (1965) und Their Very Own and Golden City (1966) waren große Erfolge für Wesker, die auch im Londoner West End aufgeführt wurden. 1972 gelang es ihm die Royal Shakespeare Company von der Aufführung seines Dramas The Journalists zu überzeugen, doch die Schauspieler weigerten sich das Stück aufzuführen. Es kam zu einer gerichtlichen Auseinandersetzung, in der Wesker 1980 4250 £ Schadenersatz zugesprochen wurden. Sein Drama The Merchant (1976) nach Motiven von William Shakespeares Shylock hatte seine Weltpremieren in Stockholm und bildet zusammen mit Blood Libel (1996) Weskers Auseinandersetzung mit den antijüdischen Vorurteilen der britischen Gesellschaft.
In den späten 1970er und frühen 1980er Jahren schrieb er eine Reihe von Ein-Personen-Stücken, von denen Annie Wobler (1984) auch im Londoner West End aufgeführt wurde, doch Weskers Dramen blieben nach seinen Anfangserfolgen bis in die 1990er Jahre hinein meistens dem Fringe-Theater vorbehalten.
Weskers eigene Entwicklung als Dramatiker vollzog sich mit einigen wenigen zentralen Themen, nicht selten autobiografisch geprägt. Dabei sind im Wesentlichen drei unterschiedliche Entwicklungslinien zu erkennen: eine „Veränderung des sozialen Milieus, in dem seine Gestalten angesiedelt sind; eine Verschiebung der weltanschaulichen Grundlagen, auf denen sein Denken beruht; und schließlich damit einhergehend eine Wandlung seiner dichterischen und dramatischen Mittel.“
Geht es in The Kitchen vor allem um eine breit ausgemalte Schilderung des Arbeitermilieus und der Arbeitswelt, so thematisieren die späteren Dramen Weskers – wahrscheinlich in Analogie zu seiner eigenen Entwicklung – in wachsendem Maße die Probleme des engagierten Intellektuellen und seiner Identitätsschwierigkeiten.
Weskers zentrales Thema war das „Spannungsverhältnis zwischen einem ins Utopische zielenden Glauben, daß sich weitgehende Veränderungen der Gesellschaft und eine Einheit des Lebens durch solidarisches Handeln erreichen lassen und einer pessimistischen Einschätzung der Realisierbarkeit solcher Veränderungen.“
Nach Weskers eigenen Aussagen gingen Einflüsse auf sein dramatisches Werk von Seán O’Casey, Arthur Miller und Samuel Beckett aus; John Osbornes Blick zurück im Zorn ermutigte ihn, mit den bestehenden Konventionen des englischen Theaters zu brechen und seine „love of living“ (dt. sinngemäß „Leidenschaft zu leben“) mit der gleichen „unashamedness“ (dt. sinngemäß „Unverhohlenheit“) auszusprechen, zu der sich vorher schon Dylan Thomas als Lyriker durchgerungen hatte.
Später kamen zu Weskers Dramen Prosawerke, Filmdrehbücher, Gedichte und Hörspiele hinzu – sein Hauptwerk bleibt jedoch dem Schauspiel verbunden; seine Stücke wurden in 17 Sprachen übersetzt.
Wesker wurde 2006 zum Knight Bachelor geschlagen.
Arnold Wesker war von 1958 bis zu seinem Tod mit Doreen Blicker („Dusty“) verheiratet. Das Ehepaar bekam eine Tochter und zwei Söhne. Eine weitere Tochter hatte Wesker mit der schwedischen Journalistin Disa Håstad. Er war Großvater des schwedischen Rapmusikers Yung Lean.

## Veröffentlichungen

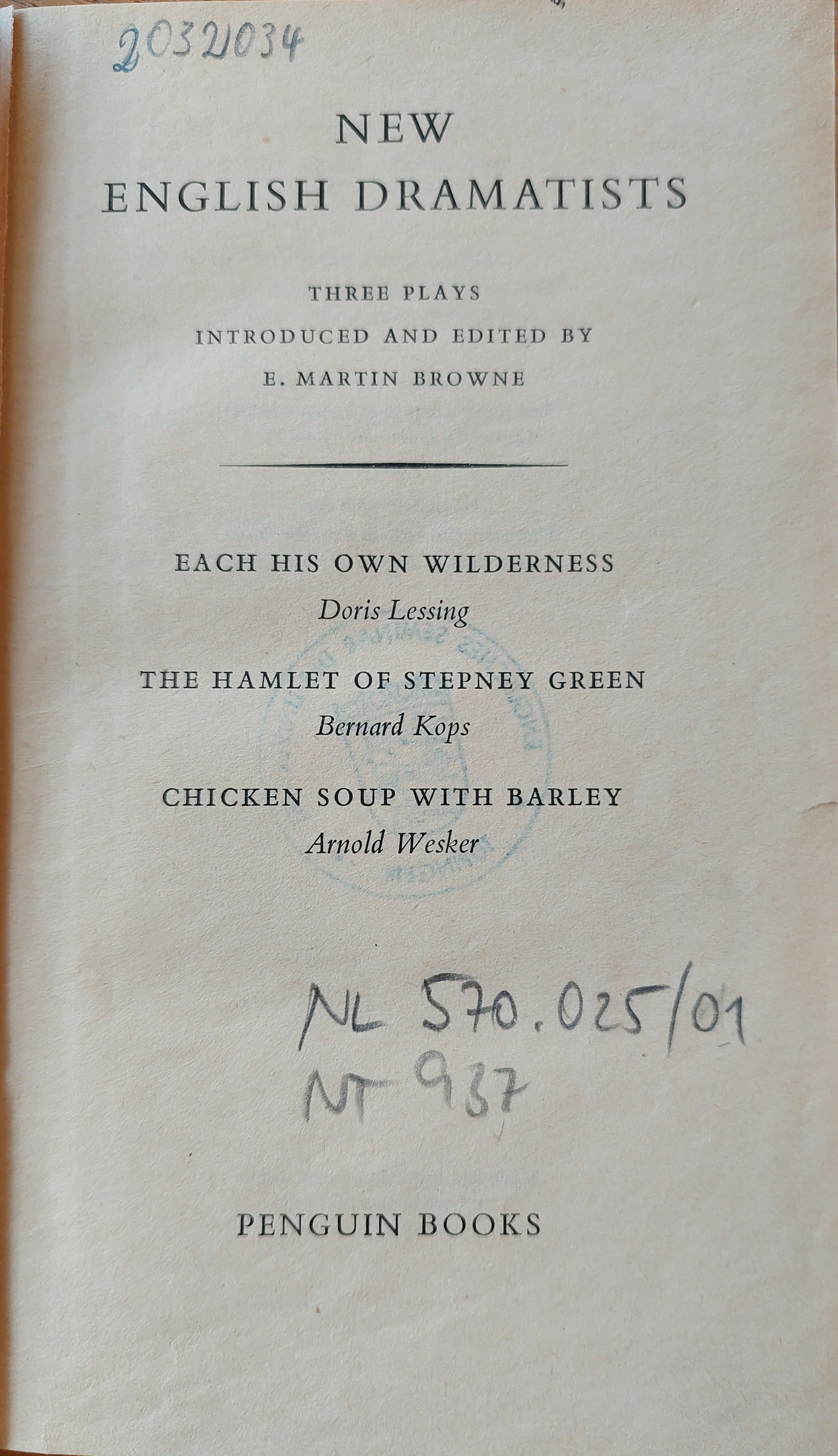
New English Dramatists 1 (1959)

- Die Trilogie. [Hühnersuppe mit Graupen. Tag für Tag. Nächstes Jahr in Jerusalem]. Frankfurt a. M., Suhrkamp, 1967.

## Deutschsprachige Hörspiele
- 1969: Mit Co-Autorin Vera Elyashiv: Sechs Sonntage im Januar – Regie: Oswald Döpke (Original-Hörspiel – SDR/HR/SR/SWF)
- 1975: Sechs Sonntage – Regie: Ferry Bauer (Originalhörspiel – ORF Oberösterreich)
- 1983: Annie, Anna, Annabella (Annie Wobbler) – Regie: Otto Düben (Hörspielbearbeitung – SDR)
- 1985: Schatten der Vergangenheit – Regie: Heinz Dieter Köhler (Hörspielbearbeitung – WDR/DRS)
- 1987: Yard Sale - Entrümpelung – Regie: Hans-Ulrich Minke (Monolog – RIAS Berlin/BR)
- 1987: Liebesbriefe auf blauem Papier – Regie: Christian Jauslin (Hörspielbearbeitung – DRS)
- 2012: Groupie – Regie: Jörg Schlüter (Originalhörspiel – WDR)
- 2013: Schwarzer Reiter auf grauem Ross (The rocking horse) – Regie: Claudia Johanna Leist (Hörspielbearbeitung – WDR)

Quellen: ARD-Hörspieldatenbank für die deutschen, die Ö1-Hörspieldatenbank für die österreichischen und die Datenbank HörDat für die Schweizer Produktionen